# Caloptilia rhusina
Caloptilia rhusina är en fjärilsart som beskrevs av Lajos Vári 1961. Caloptilia rhusina ingår i släktet Caloptilia och familjen styltmalar. Inga underarter finns listade i Catalogue of Life.